# Tudo Pode Dar Certo
Whatever Works (no Brasil e em Portugal, Tudo Pode Dar Certo) é um filme estadunidense de 2009, uma comédia dirigida e escrita por Woody Allen, com Larry David, Evan Rachel Wood, Patricia Clarkson, Ed Begley, Jr., Michael McKean e Henry Cavill nos papeis principais. A trilha sonora do filme foi compsota e conduzida por Cliff Eidelman.

## Sinopse
O filme narra um improvável relacionamento entre um enxadrista velho e hipocondríaco, Boris Yelnikoff, e uma jovem e ingênua sulista interiorana, recém-chegada a Nova York, Melodie. Ela inicialmente pede-lhe um lugar para passar uma noite, que em seguida se estende por mais uma semana e, enfim, resulta num casamento.
Mais tarde a mãe da garota visita o casal, inopinadamente, e logo fica contra o relacionamento; ao procurar um novo parceiro para a filha, acaba ampliando seus horizontes. Também o pai de Melanie surge, e da mesma forma busca o autoconhecimento.

## Elenco
- Larry David - Boris Yelnikoff
- Evan Rachel Wood - Melodie St. Ann Celestine
- Patricia Clarkson - Marietta Celestine
- Henry Cavill - Randy Lee James
- Michael McKean - Joe
- Conleth Hill - Leo Brockman
- Olek Krupa - Morgenstern
- Ed Begley, Jr. - John Celestine
- Christopher Evan Welch - Howard Kaminsky
- Carolyn McCormick - Jessica
- Jessica Hecht - Helena

## Lançamento
Em 2 de fevereiro de 2009 a revista americana Variety informou que a Sony Pictures Classics havia comprado os direitos de distribuição do filme para os Estados Unidos. A Sony lançou o filme em 19 de junho daquele ano, depois de sua estreia em 22 de abril, no Festival de Cinema de Tribeca, em Nova York. A Maple Pictures lançou o filme nos cinemas do Canadá, e lançou o seu DVD em 2009.

## Produção
A história foi filmada em Nova York, e marcou o retorno de Woody Allen à sua cidade natal, depois de cinco anos filmando na Europa, onde dirigiu quatro longas-metragens.
Allen revelou que o roteiro teria sido escrito no início da década de 1970, e que tinha Zero Mostel em mente para o papel de Boris, porém acabou por arquivar o roteiro após a morte do ator em 1977. Trinta anos mais tarde, pensou novamente nele ao tentar criar um filme antes de uma possível greve do principal sindicato de atores dos Estados Unidos, o Screen Actors Guild. De acordo com Allen, as únicas mudanças significantes que ele fez ao roteiro envolvem a atualização das referências sociais e políticas, que estavam datadas.

## Crítica
O filme recebeu críticas mistas dos críticos. O site americano Rotten Tomatoes informa que 47% dos críticos teriam publicado críticas positivas, de um total de 103, uma média de 5,4/10. Na seção Cream of the Crop do site, que reúne as análises feitas pelos críticos mais famosos e populares dos principais jornais, sites e programas de rádio e televisão dos Estados Unidos, o filme tem uma taxa de aprovação de 25% de um total de 31 críticas. De acordo com outro site dedicado a compilar críticas, o filme teve uma média de 45%, num total de 30 críticos diferentes. O filme recebeu a classificação de 7,3 no IMDb.
Ann Hornaday, do Washington Post, declarou que talvez fosse melhor que Allen tivesse esquecido o enredo na gaveta. Acresce que dificilmente se poderia dar credibilidade ao misantropo personagem de 73 anos de idade, vivido por Larry David. Anthony Lane, do New Yorker, acentua que o enredo parece realmente ressuscitar uma história sonolenta dos anos setenta do século passado.
Segundo o crítico brasileiro Marcelo Forlani, o filme agrada aos aficcionados pelo estilo de Allen, mas certamente não faria o mesmo com quem não goste de suas obras. Carlos Messias acentua que Larry David empresta uma ênfase ao personagem que o próprio diretor jamais conseguiu.